# سيرجيو سانتوس (لاعب كرة قاعدة)
سيرجيو سانتوس (بالإنجليزية: Sergio Santos)‏ هو لاعب كرة قاعدة أمريكي، ولد في 4 يوليو 1983 في بيلفلاوير في الولايات المتحدة.

## وصلات خارجية
- سيرجيو سانتوس على موقع دوري كرة القاعدة الرئيسي (الإنجليزية)
- سيرجيو سانتوس على موقعبيزبول رفرنس.كوم (الدوري الرئيسي) (الإنجليزية)
- سيرجيو سانتوس على موقعبيزبول رفرنس.كوم (الدوري الثانوي) (الإنجليزية)
- سيرجيو سانتوس على موقع إي إس بي إن.كوم (أم.أل.بي) (الإنجليزية)
- سيرجيو سانتوس على موقع مشجعي الرسوم البيانية (الإنجليزية)